# Марниц
Марниц (нем. Marnitz) — община в Германии, в земле Мекленбург-Передняя Померания.
Входит в состав района Пархим. Подчиняется управлению Эльденбург Любц. Население составляет 776 человек (на 31 декабря 2010 года). Занимает площадь 30,95 км².
Община подразделяется на 4 сельских округа.